# Степнянский сельский совет (Харьковская область)
Степнянский сельский совет — входит в состав Богодуховского района Харьковской области Украины.
Административный центр сельского совета находится в селе Гарбузы.

## История
- После 1979 (?) года отделился от Винницко-Ивановского сельского совета.

## Населённые пункты совета
- село Гарбузы
- поселок Степное